# Yongle
Yongle (永樂, «Felicidad perpetua», 2 de mayo de 1360 en Nankín-5 de agosto de 1424 en Yumuchuan, Mongolia Interior), fue el tercer emperador de la dinastía Ming, gobernando desde julio de 1402 hasta su fallecimiento en 1424. Su nombre personal era Zhu Di (朱棣, Chu Ti).
Cuarto hijo del emperador Hongwu, su reinado se considera el cénit de la dinastía Ming, ya que durante él se alcanzó la máxima extensión territorial, se mantuvo la economía estabilizada y se emprendió una dinámica política exterior que extendió la influencia de China por gran parte de Asia y África. Asimismo, sometió a Manchuria en 1404, anexionó el reino de Annam en 1407 y convirtió a Mongolia en protectorado chino en 1410. Sin embargo, la mitad posterior de su reinado comenzó ya a mostrar signos de decadencia, que se acentuarían en los siguientes emperadores.
Entre sus mayores hitos cabe destacar que durante su reinado se realizaron la mayor parte de los viajes exploratorios marítimos del almirante Zheng He, fue terminada la extensa enciclopedia que lleva su nombre y se transfirió la capital de Nankín a Pekín.

## Orígenes
La familia de Yongle era originaria de campesinos del norte de China. Su padre, Zhu Yuanzhang, fue entregado por sus padres a unos monjes budistas ya que carecían de medios para mantenerlo. Cuando la dinastía mongola o Yuan estaba sofocando la revuelta de los Turbantes Rojos se incendió su monasterio. Entonces Zhu Yuanzhang comenzó a reclutar soldados para derrocar la dinastía mongola. Zhu Yuanzhang proclamó la dinastía Ming en 1368, adoptando el nombre de emperador Hongwu. Poco después caía la capital mongola (Padu, futura Pekín). 

## Biografía
Zhu Di recibió su nombre a los siete años, fue el cuarto hijo de los veintiséis que tuvo Zhu Yuanzhang. Su madre fue la princesa Ma (1332-82), también madre de los tres primeros hijos de Zhu Yuanzhang. Zhu Di consideró que su padre era enérgico, rápido, nunca perdía una batalla y respetaba a los civiles vencidos. De su madre destacó que era fuerte y trabajadora.
Los orígenes de la dinastía, humildes y del norte de China, hicieron que Hongwu desconfiara mucho de los letrados (pues estos eran cultos y, en general, procedían del sur de China). Yongle heredó parte de esta desconfianza, pues mostró cierta antipatía por las enseñanzas confucionistas, mientras que favoreció a sus rivales en la Corte, en especial a los eunucos.

### El Principado

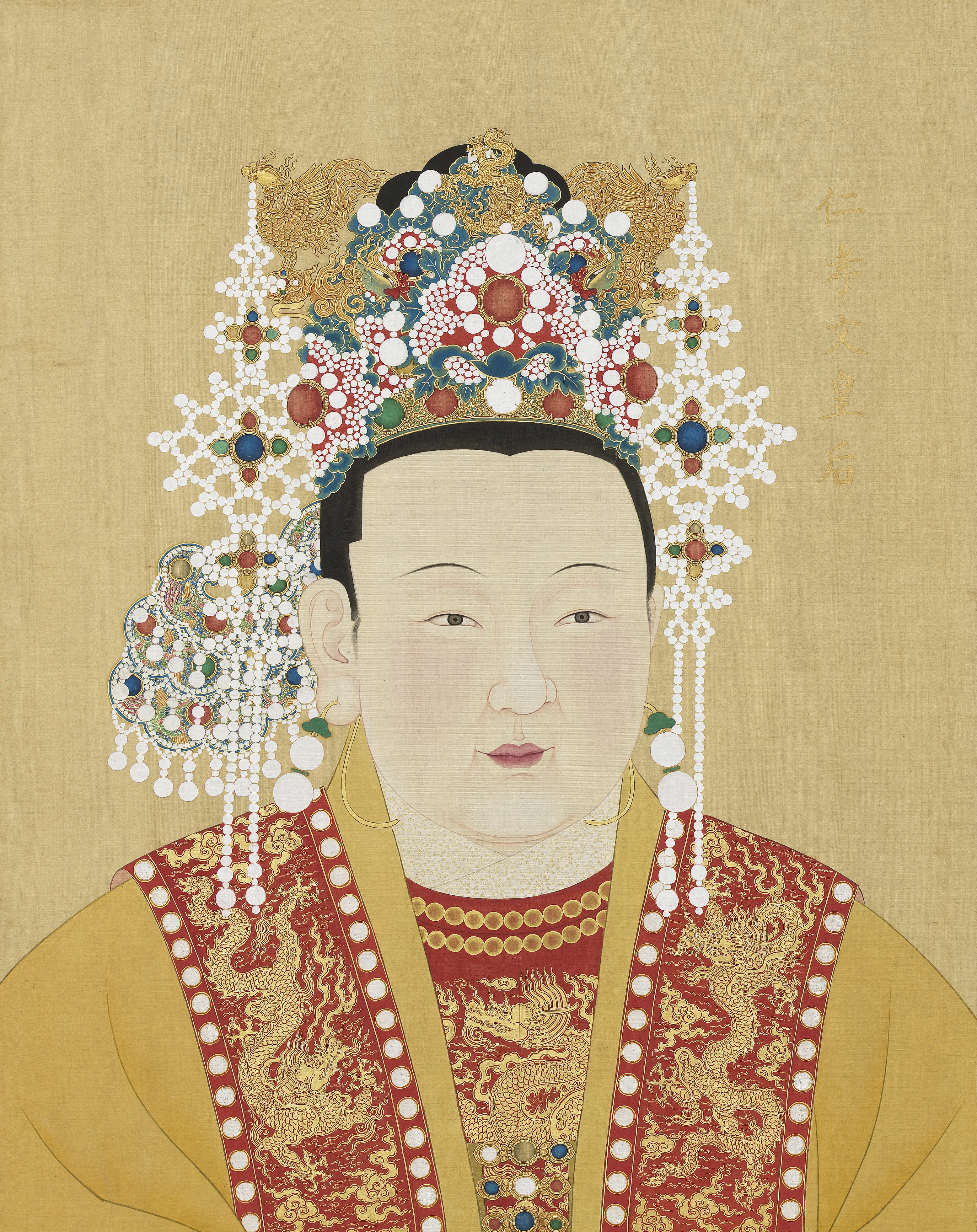
La emperatriz Xu, primera esposa de Zhu Di.

En 1370 los primeros diez hijos de Zhu Yuanzhong recibieron un principado (salvo el noveno, ya fallecido, y el primero, heredero al trono). A Zhu Di le correspondió Pekín y fue nombrado príncipe Yan. Allí, siguiendo las enseñanzas de su tío, el general Fu Younde, comandó la guarnición y apreció la vida de soldado (como uno más, según cuentan sus defensores).
En 1376 se casó por motivos políticos con la princesa Xu.
En 1385 murió el general Xu Da, y el general Fu Younde fue a Pekín a cubrir su vacante. Fue entonces cuando Fu Younde entregó a Zhu Di el prisionero de guerra castrado Zheng He, que jugaría un importante papel al servicio de Zhu Di.

#### Los años de conspiración
En 1398 murió el emperador Hongwu, y siguiendo la costumbre china, Zhu Di guardó tres años de luto. Hongwu había designado a Zhu Biao (1355-1392) como heredero; la muerte de este hizo que se planteara un problema sucesorio. Existía la opción de nombrar a otro de sus hijos o bien al hijo de Zhu Biao. Se sabe que desde 1390 Zhu Di anhelaba el trono (en ese año cumplió los treinta y, según los confucionistas, a esa edad se debe tener carrera e ideas propias). Sin embargo, a pesar de sus claras aspiraciones al trono, Zhu Di procuró no despertar recelos en su padre. Este, siguiendo el consejo de los escolásticos, nombró sucesor a Zhu Yunwen (1377-1402), hijo de Zhu Biao. Una vez nombrado emperador, Zhu Yunwen adoptó el nombre de emperador Jianwen.
Pero el problema sucesorio seguía latente y podía estallar en cualquier momento una rebelión. Para prevenirlo se tomaron diversas medidas. La mayor parte de las tropas estaban bajo control directo del emperador, en el centro del país, y los jefes militares tenían la obligación de dejar a sus familias en la capital, Nankín. Además, el emperador fallecido solía dejar por escrito sus últimas voluntades. En el caso de Hongwu se materializaron bajo las Instrucciones de sus Antepasados, que permitían a Zhu Di un poder casi absoluto en Pekín (sólo superado por el del emperador), pero le dejaban con poco poder fuera de ella, hasta el punto de tener prohibida la visita a sus hermanos o tener que pagarse su estancia en Nankín en caso de viajar a la ciudad.
En 1395 murió el segundo hijo de Hongwu, Zhu Shuang (príncipe Qin). El joven emperador Jianwen conocía el peligro que corría su trono pero, asesorado por los no muy juiciosos Qi Tai y Huang Zicheng, sus medidas no lograron evitar la rebelión. Jianwen pretendía copiar la estrategia seguida por el emperador Jindi (de la dinastía Han), que consistió en ir retirando las competencias de sus rivales yendo del más débil al más fuerte, de tal modo que sólo les quedaran dos opciones: doblegarse o rebelarse en circunstancias desfavorables. Sin embargo no tuvieron en cuenta que en esta ocasión las circunstancias eran diferentes.
Jianwen prohibió a Zhu Di acudir al funeral de su padre, aunque este pudo enviar a sus hijos en su representación, que se quedaron como "invitados" en Nankín. Además Jianwen cercó Pekín con fuerzas leales a él.
Zhu Di también movió sus fichas. Hizo correr el rumor de que el padre de Jianwen, Zhu Biao, era hijo de una concubina. Sin embargo, a principios de 1399 parecía que no tenía ninguna opción de rebelarse contra Jianwen y en breve sería destituido de su cargo como comandante de las fuerzas de Pekín.

#### La campaña de Jingnan (guerra civil)
Como último recurso, Zhu Di hizo creer que había enloquecido. Creyendo que ya no era un peligro y siguiendo a sus consejeros, Jianwen liberó a sus hijos en Nankín, lo cual fue un grave error ya que a partir de entonces Zhu Di ya no tuvo ningún motivo para ocultar sus intenciones.
Se ha discutido si Zhu Di buscó la guerra o fue obligado a ella. En todo caso, el intento de arresto de gente de su corte en Pekín por mensajeros de Jianwen fue la excusa para el estallido de la rebelión. Era el 6 de agosto de 1399.
El ejército rebelde de Zhu Di contaba con unos efectivos muy inferiores al del ejército lealista de Jianwen. Sin embargo, contaba con tropas experimentadas en el combate contra los mongoles, por no decir que también había mongoles entre sus filas. El propio Zhu Di había contado con un buen adiestramiento en el arte de la guerra y con sus dotes de mando, que le llevaron a conducir personalmente las tropas, se había asegurado la lealtad de sus soldados. Los rebeldes tomaron rápidamente la iniciativa. Para paliar su inferioridad numérica, el ejército rebelde utilizó maniobras de distracción: aparentaban dirigirse hacia un sitio para después, en un rápido movimiento, aparecer en otro. Así lograron enfrentarse con ejércitos lealistas inferiores, mientras eludían los más poderosos. 
En cambio los lealistas -dirigidos inicialmente por Li Jinglong- pensaban que, dada su superioridad en recursos, el tiempo jugaba a su favor, por lo que prefirieron esperar y acumular un enorme ejército con el que aplastar a los rebeldes.
Los lealistas esperaban terminar rápidamente con la rebelión atacando directamente Pekín. Tras ser rechazados, fueron los rebeldes los que tomaron la iniciativa. Un año después (1400) los lealistas lanzaron una gran ofensiva contra los rebeldes, que fracasó. A pesar de todo, los lealistas lograron retomar la iniciativa un año después (1401), gracias al nuevo jefe militar Sheng Yong, aunque su ofensiva no logró doblegar a los rebeldes. En 1402 los rebeldes lanzaron un ataque directamente contra la capital, que cayó sin mucha resistencia.
La secuencia de acontecimientos de la campaña de Jingnan es:
- 1399
  - 6 de agosto: Zhu Di ordena a las tropas bajo su mando no acatar las órdenes de Jianwen. El nuevo ejército recibe le nombre de Ejército Supresor de Problemas.
  - 9 de agosto: las tropas de Zhu Di toman Jizhou.
  - 17 de agosto: el general lealista Song Zhong muere en Huailai y sus tropas se pasan al bando de Zhu Di. El general lealista Guo Liang se rinde en Lulong.
  - mientras Zhu Di está reclutando mongoles, las fuerzas lealistas atacan Pekín. Esta fue defendida con éxito por el primogénito de Zhu Di, Zhu Gaozhi (futuro emperador Hongxi) y el eunuco Zheng He.
- Mayo de 1400: los lealistas contraatacan, pero pierden la batalla y, con ella, sus provisiones en Hebei. Sólo el buen hacer del gobernador de Shandong, Tie Xuan, y del nuevo jefe del ejército, Sheng Yong, contuvieron a los rebeldes.
- 1401
  - 1 de enero: Sheng Yong vence a los rebeldes en Dongchang.
  - Abril: Sheng Yong vence a los rebeldes en Baoding.
  - 6 de abril: Sheng Yong se ve obligado a retroceder a Dezhou debido a una fuerte tormenta.
  - Junio: los rebeldes destruyen los almacenes de grano de Jiangsu.
  - Los rebeldes atacan Datong y Yongping. Aunque el ejército lealista sigue siendo más numeroso, los rebeldes están en condiciones de lanzar su gran ofensiva.
- 1402
  - 15 de enero: los rebeldes inician una ofensiva por sorpresa sobre Nankín. Cruzan el río Huanghe y hasta llegar al Yangtsé no encuentran resistencia.
  - 9 de junio: los ejércitos lealistas, concentrados en el Yangtsé bajo el mando de Sheng Yong, son derrotados por los rebeldes.
  - 3 de julio: el jefe lealista Chen Xuan se rinde y proporciona una flota a los rebeldes con la que cruzar el Yangtsé. Los rebeldes, en vez de asaltar Nankín (defendida aún por 200 000 soldados) marchan sobre Zhengjiang, donde consiguen abundantes provisiones.
  - 13 de julio: los rebeldes marchan sobre Nankín. A pesar de sus grandes defensas, logran que el jefe lealista Li Jinglong abra las puertas de la capital. No se conoce con seguridad el paradero de Jianwen, pero se supone que ha muerto quemado.
  - 17 de julio: tras haber visitado la tumba de su padre, Zhu Di asume el trono y toma el nombre de emperador Yongle.

### Reinado

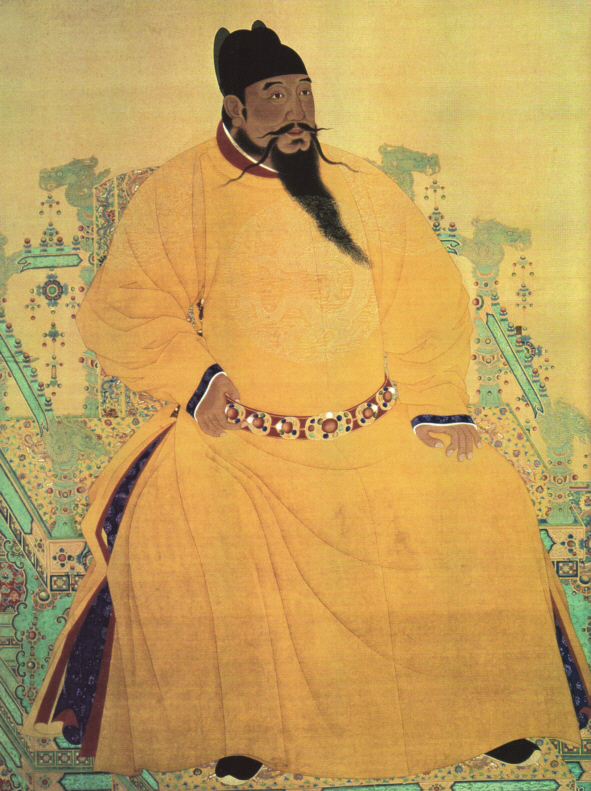
Retrato de Zhu Di como emperador Yongle.

Como emperador, Yongle tomó una serie de medidas encaminadas a aliviar los sufrimientos de la población, pues el país estaba devastado tras la guerra civil. Eso se traduce especialmente en menores impuestos, que quedan reducidos hasta la mitad en algunas zonas. Yongle cambió la organización del Estado, formando así el germen de lo que sería el absolutismo Ming. Creó un Gran Secretariado, una policía secreta y concedió gran importancia a los eunucos. Esto último deriva del hecho de que el emperador Jianwen había limitado el poder de los eunucos, por lo que estos vieron con buenos ojos a Yongle y se pusieron a su servicio.
Yongle no se repuso nunca de la dudosa forma con la que había accedido al trono. Como todo usurpador quería disipar las dudas sobre quién era el legítimo soberano. Es probable que eso influyera en su política, que fue marcada por el empredimiento de obras destacadas como las expediciones navales de Zheng He, el traslado de la capital a Pekín, el intento de construcción de un enorme monolito en memoria de su padre, etc.

#### Economía
Tras la guerra la situación económica del Imperio era desastrosa. Sin embargo, tras unos años, la economía mejoró notablemente. El sistema fiscal era muy rígido. Dividió a la población en campesinos, soldados y artesanos, cuya categoría tenía carácter hereditario. Cada una de estas clases tenía una fiscalidad diferente. Con el tiempo, la gente que intentaba salir de su clase social intentó eludir o mentir en el censo.
La piedra angular del sistema fiscal era el lijin, que se aplicaba a los campesinos. Consistía en que la unidad fiscal eran diez familias, que se suponía debían vigilarse entre sí ya que la responsabilidad ante el Estado era conjunta. El sistema estaba supervisado por los propietarios ancianos (lilao), que ejercían como líderes locales, por lo que se precisaba el apoyo de estos. Se estableció que un tercio de la producción debía ir al Estado (a eso se lo llamaba choufen: "extraer y dividir").
Los mejores artesanos tenían la obligación de trabajar una temporada al año en los talleres imperiales como forma de tributo (de hecho, incluso se les compensaba económicamente por su trabajo). No obstante, poco a poco, los artesanos fueron prefiriendo pagar impuestos en vez de pagar con su trabajo y al final de su reinado la producción empezaba a decaer a pesar de los intentos por elaborar mejores censos y repoblar las tierras.
El comercio se articulaba de dos formas:
- Tributo: intercambio de regalos con el emperador. Generalmente, este intercambio resultaba deficitario para China ya que se pretendía, a cambio, que los reinos extranjeros aceptaran a China como legítima soberana.
- Comercio: en el comercio propiamente dicho el mercader pagaba el 6 % del valor de su mercancía al superintendente del puerto (un eunuco) y el 60 % al emperador, mientras que el resto podía venderlo a mercaderes con licencia. Yongle consideraba muy ventajosa esta forma de conseguir ingresos, pues no producía cargas fiscales sobre los campesinos.

#### Poder Judicial
Yongle promovió medidas para evitar las falsas acusaciones. A la quinta acusación que se demostrara falsa, el delator era castigado con cien latigazos. A la séptima era condenado otra vez a cien latigazos y el exilio. El sistema se mantuvo sin cambios substanciales durante toda la dinastía.
Gran parte de la labor de información la realizaban los eunucos y su Guardia de uniforme. Las sentencias debían ser revisadas por la Dalisi (Corte de Revisión Judicial).

#### Ejército y campañas militares
El ejército de contaba llegó a contar dos millones de soldados aproximadamente. Estaban organizados en compañías de 112 soldados (Baihusuo), batallones de 1120 soldados (Qianhusuo) y unidades de combate de 5600 soldados (Weisuo). Para asegurar que estos elevados efectivos no supusieran una onerosa carga para las arcas del Imperio, se establecieron colonias militares (tuntian), en las que los soldados trabajaban la tierra para asegurarse su sustento. En las fronteras los soldados ocupaban el 30-40 % del tiempo en tareas militares, mientras que el resto lo dedicaban a procurarse alimento. En el interior el tiempo dedicado a faenas militares era aún más bajo, sólo un 10-20 %. Este sistema funcionó bien al principio, con lo que el ejército no sólo no necesitaba alimentos sino que era excedentario. Sin embargo, a partir de la segunda mitad del reinado de Yongle, la producción cayó a la mitad, por lo que se hizo preciso que el Estado enviara suministros al ejército.
Yongle también dio órdenes de no vengarse de los enemigos, concedió una amplia amnistía e incluso recolocó a algunos oficiales. A pesar de todo, hubo purgas políticas. Como ejemplo, unos 1000 oficiales fueron ejecutados.

##### Guerras contra los mongoles
Tras la caída de la dinastía Yuan, los mongoles estaban divididos. No obstante, su ejército aún se componía de decenas o centenares de miles de soldados y conservaban el sello imperial de la primera dinastía China. Entonces Yongle utilizó la estrategia han de yizi zhiyi (usar bárbaros contra bárbaros). Además consideraba que, al contrario de otros pueblos, se podía sinizar a los mongoles. Para ello incorporó mongoles en el ejército, se atrajo a algunas tribus y casó princesas chinas con líderes mongoles.
Para aquellas tribus que no pudieran asimilarse o convertir en amigables, optó por emplear la fuerza militar. Emprendió cuatro expediciones militares (en 1410, 1414, 1421 y 1423) en las que participó personalmente. La primera resultó un éxito, pues se realizó en invierno y los chinos lograron caer sobre los tártaros por sorpresa. Sin embargo, paulatinamente, los mongoles aprendieron a esquivar los ejércitos chinos y las otras tres expediciones punitivas no lograron eliminar el poder de los Oirat. 
Yongle murió en la cuarta campaña, mientras estaba volviendo a Pekín, dejando el problema mongol sin resolver. Sus sucesores no mostraron interés en proseguir las expediciones punitivas y el poder mongol creció hasta el punto de capturar al emperador Zhengtong en 1449.

##### Conquista de Vietnam
Al sur de su imperio en el actual norte de Vietnam, se encontraba Annam, que había sido anexionado por la dinastía Han y permaneció intermitentemente bajo dominio chino hasta la dinastía Tang. Los anameses repelieron diversas invasiones de la dinastía mongol china en el siglo XIII, por lo que dieron la bienvenida a la nueva dinastía Ming e intentaron expandirse hacia el sur, donde se hallaba el reino de Cham. Sin embargo, tras la guerra (1377-1383), fueron los chamenses quienes vencieron a los anamenses e instauraron su régimen. El rey de Cham, Le Qui-ly, quería proseguir su expansión hacia el norte, donde se encontraba China. Debido a eso, en 1407 anameses y chinos aunaron fuerzas y expulsaron a los invasores. Los chinos llamaron a su nueva provincia Jiaozhi.
No obstante, los anameses no resultaron tan fáciles de asimilar como esperaban los chinos. Llevaban cuatro siglos de independencia y algunas medidas chinas (que afectaban incluso al peinado y vestimenta) les soliviantaron. Ya durante el reinado de Yongle hubo rebeliones, combinadas con tácticas de guerrilla.
Yongle pasó a sus sucesores el problema de Annam. Tras su muerte y la de su breve sucesor, Hongxi, el nuevo emperador Xuande decidió abandonar la provincia en 1426.

#### Misiones diplomáticas y exploración del mundo

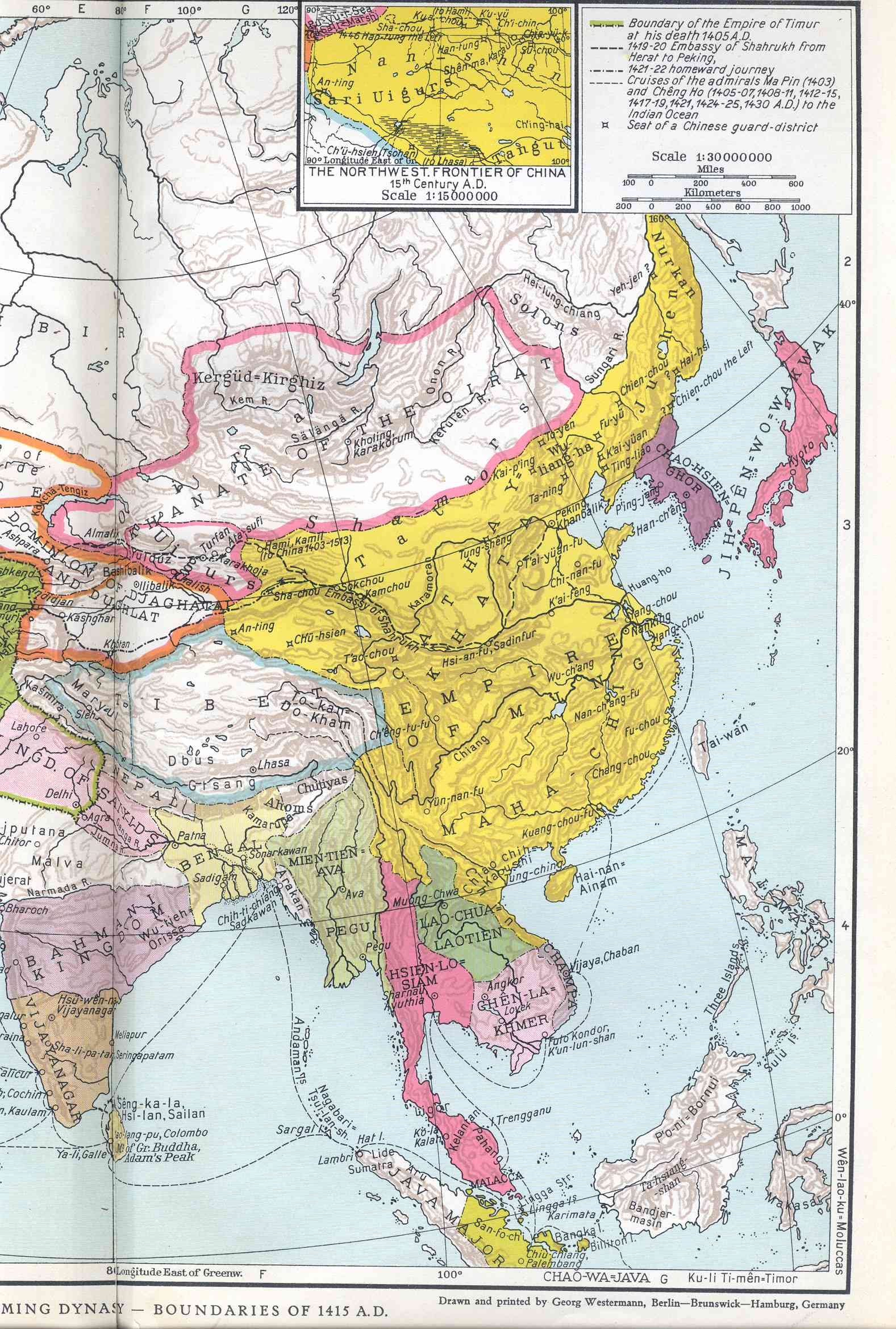
El Imperio Ming durante el reinado de Yongle.

Yongle creó un cuerpo de diplomáticos, que fueron enviados al extranjero en 1408. Se enviaron delegaciones a varios reinos, entre ellos Tíbet, Nepal, la corte de Tamerlán, Japón, Siam, Arabia, etc. En total se cuentan hasta sesenta y cinco expediciones diplomáticas. Esta política chocó con la oposición de los confucianistas, que predicaban el aislacionismo, por lo que fue confiada en gran medida a los eunucos. Los sucesores de Yongle, salvo Xuande, no mantuvieron esta política de apertura.
Sus delegaciones, que contaban con cientos de personas, fueron recibidas con desprecio por Tamerlán, hasta el punto de que se llegó a ejecutar a algunos delegados. Los Ming permanecieron impasibles y siguieron enviando delegaciones. Por su parte, Tamerlán inició preparativos para una invasión de China, algo de lo que los chinos no llegaron a tener constancia. Sin embargo Tamerlán murió en 1405, cuando ya se encontraba de camino a China, y sus sucesores fueron incapaces de culminar el plan.
Los japoneses por su parte se mostraron interesados en mantener comercio con China, hasta el punto de que se tuvo que autorizar a los japoneses el envío de más expediciones comerciales. Yongle fue el único gobernante de la historia china que los japoneses reconocieron como soberano, y los piratas japoneses fueron mantenidos a raya mediante la poderosa flota naval. El shōgun Ashikaga Yoshimitsu (1358-1408) envió desde 1401 expediciones tributarias a China, pero su hijo dejó de hacerlo a partir de 1410. Tras la muerte de Yongle el poder de los piratas japoneses aumentó considerablemente, hasta suponer un problema de primer orden a finales del siglo XV.
También los coreanos mantuvieron buenas relaciones, enviando hasta cuatro o cinco delegaciones diplomáticas al año a China e imitando la organización del estado Ming. Es también notorio el envío de concubinas coreanas a la Corte Ming. Por su parte el Tíbet durante la dinastía Ming mantuvo un variado intercambio comercial.

##### Los viajes del tesoro

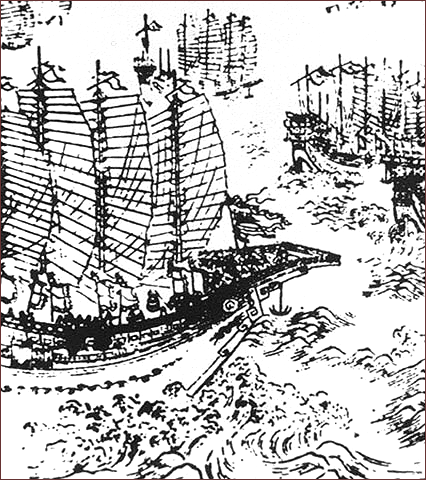
Dibujo del que se supone representa barcos de Zheng He.

Yongle había heredado una importante flota de su padre. Además, la organización de grandes armadas o de expediciones navales no era algo extraño en la historia china. Sin embargo en esta ocasión las flotas enviadas destacaron por su enorme tamaño y por la extensión de sus viajes. Algunas expediciones llegaron a contar con trescientos navíos y los barcos más grandes (Bao suchuan, "Barcos del Tesoro") alcanzaban 150 metros de largo. Se realizaron seis expediciones mayores, de las cuales cinco fueron comandadas por el eunuco musulmán Zheng He como máximo comandante naval. Buques chinos visitaron Indochina, Indonesia, Sri Lanka, la India, Arabia y África oriental, trayendo de retorno objetos, maderas, metales preciosos, maderas exóticas y animales raros. Gracias a ello, China dominó esos mares durante el reinado de Yongle, eliminando la piratería del mar de la China Meridional y estableciendo intensas relaciones diplomáticas, tributarias y comerciales.
Sin embargo, los sucesores de Yongle no mostraron interés en proseguir esa política de grandes expediciones navales, que consideraron despilfarradora por cuanto el costo de enviar las flotas no era compensado por el valor de los objetos traídos en el viaje de vuelta; la última expedición se organizó bajo el reinado del emperador Xuande. A partir de allí la armada china se redujo tanto que a finales del siglo XV las costas chinas eran una presa apetecible para los woukou (piratas, mayoritariamente japoneses).

#### Cultura y religión

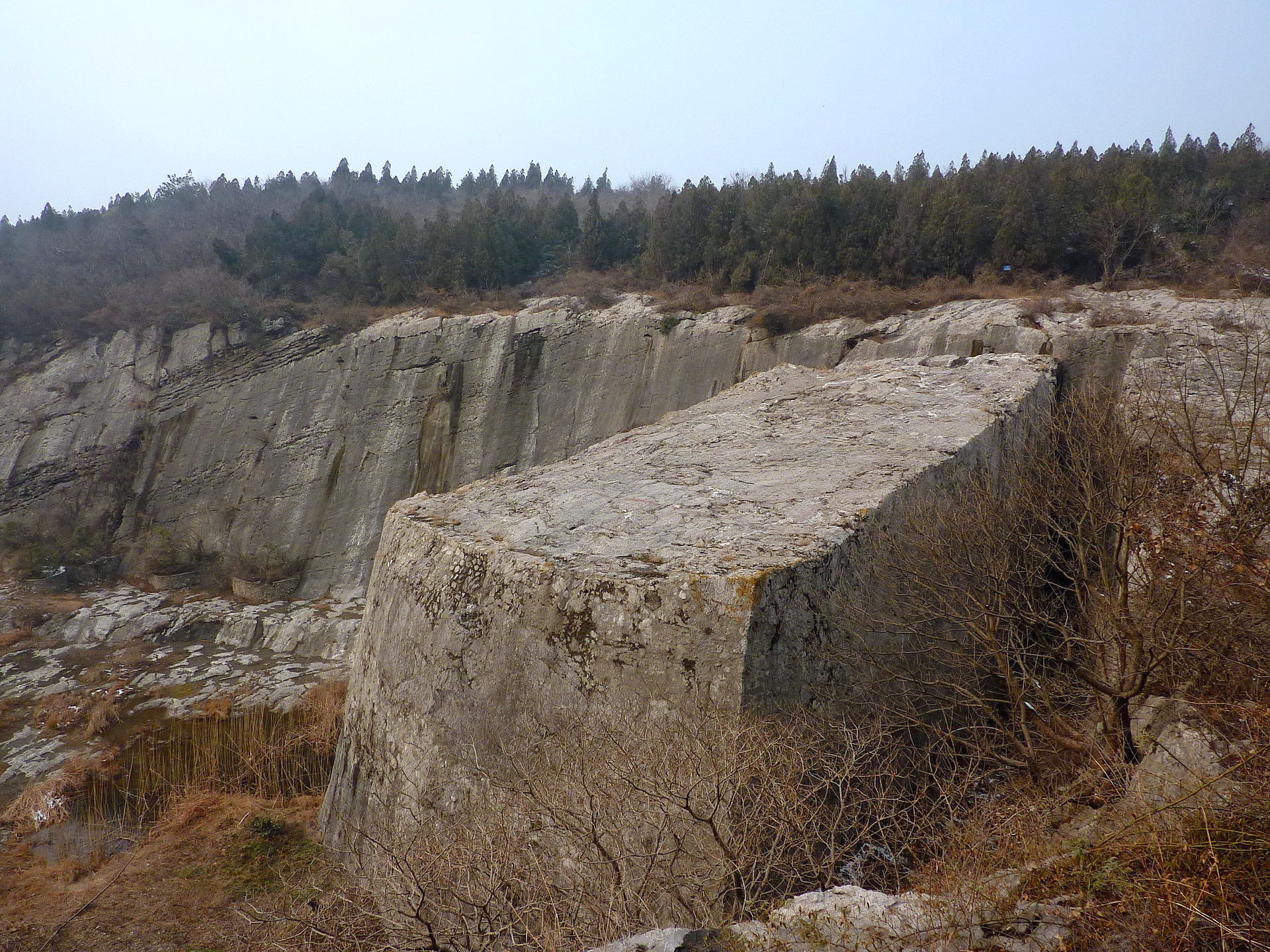
La base abandonada para un monolito gigante que Yongle ordenó que se hiciera en memoria de su padre en 1405.

Tal vez por el temor a ser recordado como un bárbaro usurpador, Yongle promovió las recopilaciones culturales (fruto de lo cual nació la Enciclopedia Yongle) y revitalizó el confucionismo. La emperatriz Xu colaboró en ese florecimiento cultural, dinamismo inusual en una mujer china.
Durante su reinado se construyó la Torre de porcelana en Nankín, con materiales conseguidos gracias a los viajes de Zheng He. La torre fue destruida durante la Rebelión Taiping. También intentó construir un inmenso monolito en memoria de su padre. Sin embargo, resultó tan grande que fue imposible moverlo de la cantera.
No mantuvo una política religiosa clara. En general intentó contentar a las religiones mayoritarias de China (confucionistas, taoístas, budistas y musulmanes). Aunque hizo simpatías con algunos monjes budistas e intentó extender el budismo en las fronteras -pues es una religión que fomenta el pacifismo- lo combatió en el interior del país ya que no le gustaban las fiestas budistas y prohibió a los hombres menores de cuarenta años ingresar en los monasterios budistas. Censuró los actos cometidos contra el islam (provocados por el hecho de que en la anterior dinastía los recaudadores de impuestos habían sido musulmanes) y situó a uno de ellos, el eunuco Zheng He, entre sus más fieles lugartenientes.
Es difícil saber si Yongle fue realmente una persona espiritual o sólo utilizó la religión para sus propios fines.
A partir de su entronización Yongle fue más consciente de su "divinidad". Para evitar perder el Mandato del Cielo se sometió a ritos de abstinencia sexual y ayuno. También evaluaba los desastres naturales como un indicio de que había perdido el Mandato del Cielo.

#### Traslado de la capital

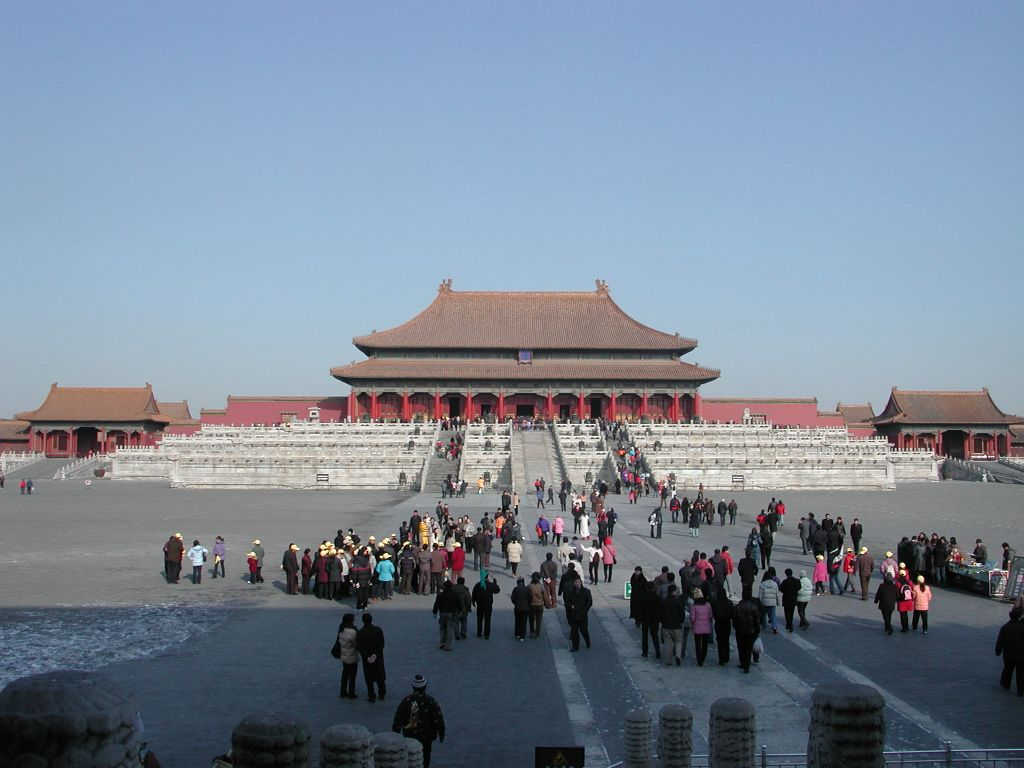
El Palacio de la Suprema Armonía, en la Ciudad Prohibida de Pekín.

Una de las decisiones más importantes de Yongle se tomó en 1403, cuando ordenó el traslado de la capital de Nankín a Pekín que ya había sido capital de los kitanes y los mongoles, pero de ninguna dinastía china.
El traslado tenía, no obstante, dos graves inconvenientes. El primero era que era preciso construir nuevas instalaciones para la Corte en Pekín, lo que conllevaba un gasto considerable. Además, para alimentar a la gran capital iba a ser preciso que se trajeran víveres del sur. Al principio eso se consiguió mediante cargueros marítimos. Sin embargo el ministro de obras públicas, Song Li, abogó por la reapertura del Gran Canal, lo que salía mucho más económico (según el unas cuatro veces más).
Los trabajos de construcción de la Ciudad Prohibida comenzaron en 1406 y se completaron en 1421. Cuatro meses después, un incendio destruyó cuatro de los nuevos edificios. Yongle interpretó eso como que estaba perdiendo el Mandato del Cielo y dio marcha atrás en algunas medidas que había adoptado recientemente, además de cancelar algunas celebraciones.

### Fallecimiento y sucesión

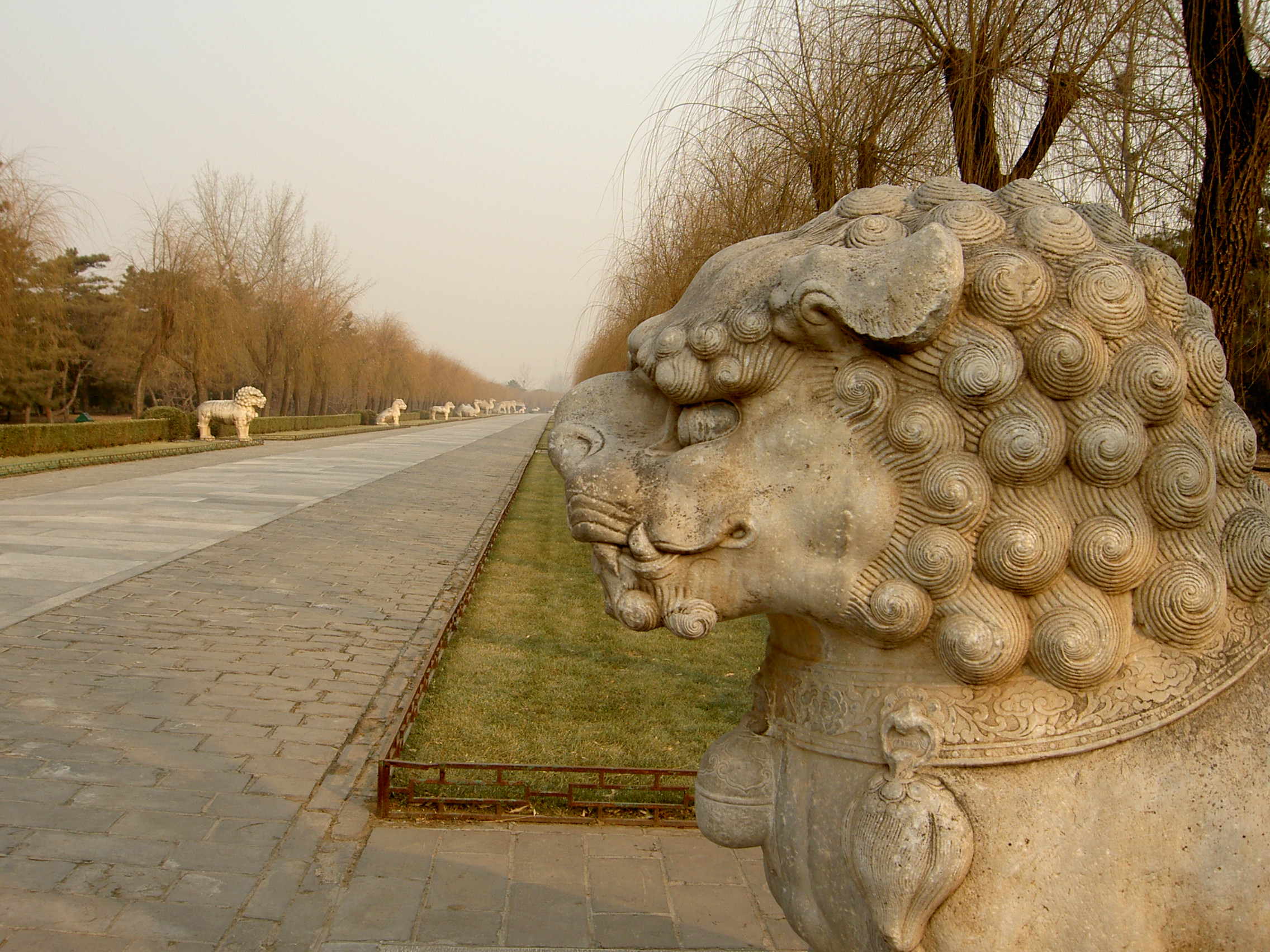
"Camino de las almas" en Chang-Ling, donde reposan los restos de los emperadores Ming.

El 8 de agosto de 1424 Yongle cayó enfermo dejando presagiar una muerte próxima. Finalmente el emperador murió el 12 de agosto siguiente siendo enterrado en el mausoleo de la dinastía Ming, al noroeste de Pekín, en el que se destacan una avenida con estatuas de animales y la gran escultura de Yongle. Fue sucedido por su hijo su Hongxi.
Los tres primeros hijos de Yongle nacieron de la emperatriz Xu:
- Hongxi: por ser el primogénito, fue el "heredero designado" desde 1404. Era muy humano e interesado en la literatura. Su primer hijo era el nieto favorito de Yongle.
- Gaoxu: era alto, fuerte y atlético y distinguido militar, motivos por los cuales Yongle lo veía como el más capacitado para sucederle en el trono.
- Gaosui: considerado mediocre.

Algunos, como el general Qiu Fu (fallecido en 1409) intentaron que el heredero fuera Gaoxu, pues lo consideraban más competente. Sin embargo Yongle, aconsejado por los confucionistas de que era mejor seguir la línea sucesoria por primogenitura, nombró heredero a Hongxi.
Yongle siguió la misma política que su padre y despachó a sus hijos a regiones militares pero Gaoxu, viendo que se esfumaban sus aspiraciones al trono, no quiso marchar a su región (Yunnan). En 1416 Yongle le ofreció entonces la región de Shandong, que Gaoxu tampoco aceptó. Ante esta nueva negativa Yongle reprendió severamente a su hijo y llegó a encerrarle en prisión.

## Personalidad
Yongle es descrito de forma ambigua. Para algunos, fue uno de los mejores emperadores de China y destacan su carácter emprendedor y su expansión hacia el exterior. Otros, en cambio, destacan su carácter megalomaníaco (tal vez debido a que fue un usurpador y que así esperaba ganar legitimidad) y el derroche que conllevaron proyectos como los viajes de la Flota del Tesoro, el traslado de la capital a Pekín y las campañas militares. Esa megalomana escenificación del poder político, sin embargo, está combinada a veces con una profunda resignación ante las adversidades divinas. Su séquito de viaje habitual estaba formado por un cincuenta mil hombres, diez mil de ellos a caballo.
Yongle es descrito varias veces como una persona inteligente, fría y calculadora, aunque en otras ocasiones muestra un carácter mucho más irritable. Se ha especulado con la posibilidad de que sufriera episodios depresivos.